# Happo-one
Happo-one est une station de sports d'hiver située à Hakuba, dans la Préfecture de Nagano au Japon.

## Historique
La station de Happo-one ouvre en décembre 1958. Lors des Jeux olympiques d'hiver de 1998, elle accueille plusieurs courses de ski alpin : les descentes, super-G et combinés chez les hommes et chez les femmes.